# أولاد طوق غرب
قرية أولاد طوق غرب هي إحدى القرى التابعة لمركز دار السلام بمحافظة سوهاج في جمهورية مصر العربية. حسب إحصاءات سنة 2006، بلغ إجمالي السكان في أولاد طوق غرب 10051 نسمة، منهم 5051 رجل و5000 امرأة.